# Karat
Karat, K, är en enhet för en guldlegerings minsta garanterade renhet. För ädelstenars viktmått se carat. 
Karat är en internationellt standardiserad enhet, som vanligen stämplas på smycken och andra föremål över 1 g som har godkänd guldhalt, och lagreglerad kontrollstämpel ska garantera äkthet. Enheten karat används parallellt med promille, tusendelsenheten som är bruklig för andra ädelmetaller.

## Måttet
1 karat innebär att guldmängdens vikt i legeringen är 1/24 av den totala vikten, medan volymsförhållandet vanligen är annorlunda. En 18 karats guldtacka som väger 240 gram innehåller alltså 180 gram rent guld, eller 750 tusendelar. Rent guld, finguld, anges som 24 karat och kan på guldtacka ofta vara märkt 999 tusendelar. En karat kan vidare delas in i 12 grän, med variationer från land till land. Karat avrundas inte uppåt, utan 18,99K ska anges som 18K, med undantag för 24K som oftast har finhet 999.

## Historia
Ordet karat som renhetsmått kommer sig av att man i Tyskland förut värderade guldmynt (som vägde 24 carat (4,8 gram)) beroende på hur stor guldhalt som faktiskt fanns i myntet. Ordet karat kommer från franskans carat som etymologiskt kommer via latinets carratus och arabiska qirat från grekiskans κεϱάτιον, vilket bokstavligen betyder litet horn, men också var en benämning på Johannesbrödsträdets frukter. Kärnorna från dessa användes tidigare som viktenheter vid handel. Indelningen tros härstamma från det romerska guldmyntet solidus som vägde 1/72 libra och motsvarade 24 siliquae (en).
Nuvarande bruk för finhetsindelning i 24 karat förekommer från mitten av 1500-talet. Mellan 1754 och 30 juni 1988 var den minsta tillåtna guldhalten i juvelerarguld i Sverige 18 karat. Sedan 1999, efter anpassning till europeiska regler, är minimihalten 9 karat.

## Användningsexempel
Värdet hos guldföremål bestäms i första hand av guldhalten, inte av legeringen, som kan förekomma i olika färger. 
- 9K (375) lågprisguldsmycken
- 14K (585) enklare guldsmycken och föremål som behöver god hållfasthet, dominerande i vissa länder
- 18K (750) vanligaste halten för svenska guldsmycken, såsom vigselringar
- 22K (916) guldmynt, investeringsguld, exempelvis krugerrand
- 23K (958) finare guldföremål som inte utsätts för mekanisk påverkan, äldre vigselringar
- 23K 6-8 grän (979-986) gulddukater (mynt)
- 24K (999) guldtackor, bladguld, guldråvara. Guldtackor i handel förekommer från finhet 995 till 999,99.